# 2014. június 12-i konzisztórium
A 2014. június 12-i konzisztóriumot Ferenc pápa hívta össze. Ezen a konzisztóriumon 6 boldog szenttéavatási határozatát hirdette ki.

## Szenttéavatási határozatok
- Giovanni Antonio Farina, Vicenza püspöke
- Kuriakose Elias Chavara della Sacra Famiglia áldozópap
- Ludovico da Casoria szerzetes
- Nicola da Longobardi szerzetes
- Eufrasia Eluvathingal del Sacro Cuore szerzetesnő
- Amato Ronconi ferences harmadrendi

A konzisztórium során a pápa elrendelte, hogy a hat új szent 2014. november 23-án kerüljön fel a szentek névsorába.